# I-Joist

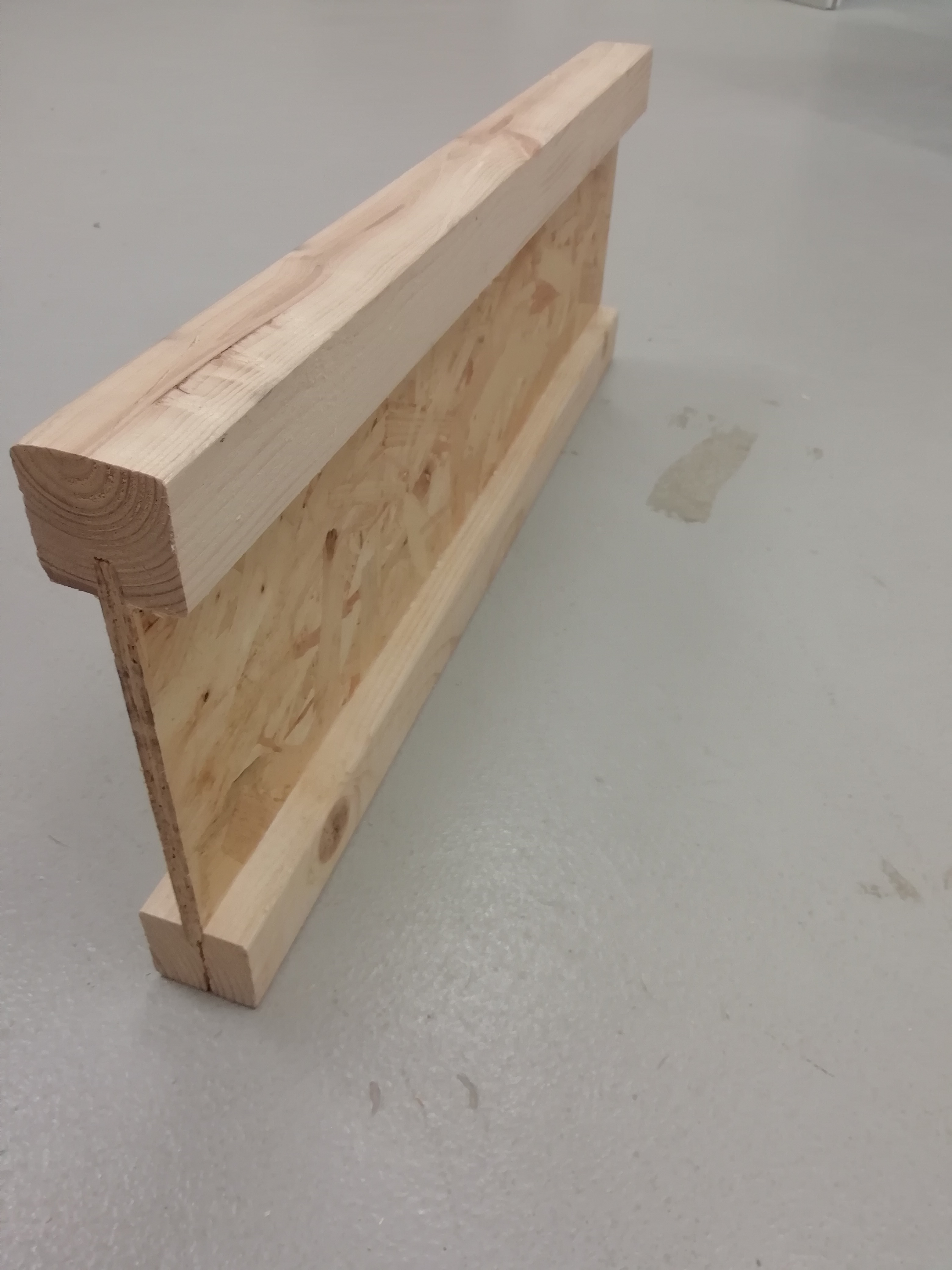
I-joist

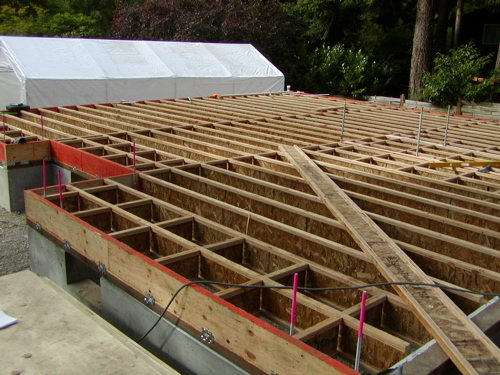
I-Joists beim Bau einer Geschossdecke

Ein I-Joist (auch TJI und Doppelstegträger) ist ein Holzwerkstoff-Balken, dessen Querschnittsform (I-Querschnitt) aus Flanschen und Stegen besteht. Dadurch werden Probleme, die bei konventionellen Holzbohlen (mit Rechtecksquerschnitt) bestehen, zum Beispiel Durchbiegung oder Verzug, eliminiert. Die I-Querschnittform ist bekannt aus dem Stahlbau (vgl. IPE-Profil) und bietet den Vorteil, dass große Biegemomente übertragen werden können. Die Druck- und Zugspannungen werden dabei zum Großteil über die Flansche abgetragen, weshalb dafür bei I-Joists aufgrund der guten Beanspruchbarkeit axial zur Holzfaserrichtung Vollholz verwendet wird. Die Schubspannungen, welche senkrecht zur Holzfaserrichtung wirken, können von Vollholz bei weitem schlechter übertragen werden, weshalb der Steg eines I-Joists, der auf Schub beansprucht ist i. d. R. aus einem Holzwerkstoff (Spanplatten oder OSB-Platten) gefertigt ist.
Damit haben I-Joists ein deutlich geringeres Eigengewicht als massive Vollholzbohlen bei deutlich vorteilhafteren und höheren Beanspruchbarkeit.
In Deutschland werden Holzwerkstoffbalken mit I-Querschnitt oft für Schalungssysteme verwendet, um Stahlbetondecken zu schalen. Das geringe Eigengewicht bei gleichzeitig hoher Beachspruchbarkeit und geringer Verformung unter hoher Last macht diese Bauteile ideal für diesen Einsatz.